# Hydrocracken
Hydrocracken (auch Hydrospalten) ist ein katalytisches Crackverfahren der Petrochemie in Gegenwart  von Wasserstoff, um höhermolekulare Kohlenwasserstofffraktionen in Zwischenprodukte zur Herstellung von Motorenbenzin, Kerosin und Dieselkraftstoff umzuwandeln. Der Prozess wird mit einem wasserstoffreichen Gas unter einem Druck von bis zu 200 bar und bei Temperaturen bis 480 °C durchgeführt. Die entstehenden Produkte sind weitgehend olefinfrei, gegenüber den Edukten Aromaten abgereichert und enthalten kaum Schwefel- oder Stickstoffverbindungen.

## Geschichte
Schon in den 1920 und 1930er Jahren gab es Untersuchungen und Versuche zum Hydrocracken. Durch die damit verbundenen hohen Kosten waren die Verfahren nicht wirtschaftlich. Erst zu Beginn der 1960er Jahre konnte sich das Verfahren technisch und ökonomisch durchsetzen. Die Gründe lagen zum einen an verbesserten Katalysatoren auf Zeolith-Basis als auch am wachsenden Interesse an schwefel- und stickstoffarmen Dieselkraftstoffen sowie an Komponenten zur Herstellung von Motorenbenzin. Weiterhin konnten die Rückstände des Fluid Catalytic Crackings (Light Cycle Oil (LCO), von „fines“ gereinigtes Heavy Cycle Oil (HCO), gereinigter Slurry) mittels Hydrocracken aufgearbeitet werden. Weitere – immer wichtiger werdende Quellen – sind Koker-Schwergasöl und Deasphalted Oil (DAO). Im Jahr 2001 waren weltweit über 150 Hydrocracker mit einer Kapazität von mehr als 500.000 Tonnen pro Tag installiert.

## Rohstoffe
- H2
- Schweres Vakuumgasöl („Standard“-Feed)
- Leichtes Vakuumgasöl (seltener)
- Schweres Gasöl (seltener, wenn ökonomisch sinnvoll)
- LCO (selten, wenn verfügbar und ökonomisch sinnvoll)
- HCO (selten, wenn verfügbar, muss von „fines“ gereinigt sein, sonst droht Erosion der Pumpen und Verstopfung der Reaktoren)
- Slurry (selten, wenn verfügbar, muss ebenfalls gereinigt sein)
- DAO (selten, wenn verfügbar)
- Koker-Schwergasöl (selten, wenn verfügbar)
- Visbreaker Flashed Distillate (häufig, wenn verfügbar, Feedanteil jedoch durch den sogenannten Conradson Carbon Test (CCT) begrenzt)

## Verfahren
Beim Hydrocracken werden bifunktionelle Katalysatoren eingesetzt, die sowohl über eine hydrierende Metallfunktion als auch über einen Träger wie Alumosilicate mit Säurefunktion verfügen. Für schwefelhaltige Einsatzstoffe werden meist die Metallkombinationen Kobalt und Molybdän (sog. CoMo-Cat) aber auch Nickel/Molybdän (NiMo-Cat) und Nickel/Wolfram eingesetzt, bei dem schwefelfreien Edukt der 2. Stufe (s. u.) können auch platindotierte Katalysatoren eingesetzt werden. Zur Prozessdurchführung sind Mengen von bis zu 500 m³ an Wasserstoff pro Tonne Einsatzstoff notwendig. Das Verfahren erfordert Wasserstoffpartialdrücke von bis zu 200 bar Druck und Temperaturen von bis zu 480 °C.
Das Verfahren kann einstufig oder zweistufig im Festbettreaktor durchgeführt werden. Der einstufige Prozess hat den Vorteil, dass das teure wasserstoffresistente Hochdruckequipment (HCU, engl. Hydrocracker Unit) nicht zweimal installiert werden muss. Im einstufigen Prozess werden nur schwefelresistente Kobalt-Molybdän-Katalysatoren eingesetzt. Diese haben den Nachteil einer eher geringen Aktivität, entfernen aber die Heteroverbindungen und deaktivieren kaum. Nicht umgesetztes Produkt (sogenannte HCU-Bottoms oder unkonvertiertes Öl, siehe auch Hydrowax) wird normalerweise als Alternative Feedstock für einen Steamcracker verwendet.
Um die höhere katalytische Aktivität von Nickel- oder Platinhaltigen Katalysatoren auszunutzen, werden vermehrt mehrstufige Prozesse eingesetzt. Dabei wird wie beim Einstufen-Prozess im ersten Schritt meist ein CoMo-Katalysator eingesetzt. Die entstehenden, von Schwefel und Stickstoff befreiten HCU-Bottoms werden im zweiten Schritt mit anderen hochaktiven Katalysatoren umgesetzt (rezirkuliert bis zum „Verschwinden“).

## Produkte
- wasserstoffreiches Gas (falls ein „Bleed“ erforderlich ist)
- Raffineriegas
- LPG
- HCU-Leichtnaphtha (Siedebereich: ~25–70/85 °C, direkt als Blendingkomponente für Benzin, aber auch als Steamcracker-Feed)
- HCU-Schwernaphtha (Siedebereich: ~70/85–170 °C, als Reformer-Feed, aber auch als Steamcracker-Feed)
- HCU-Kerosin (Siedebereich: ~170–250 °C,  direkt als Jet-A1-Komponente, aber auch als Diesel-Blendingkomponente)
- HCU-Gasöl (Siedebereich: ~250–340/360 °C,  direkt als Diesel-Blendingkomponente)

und bei einem einstufigen Prozess:
HCU-Bottoms (Siedebereich: ~340/360–560 °C, als Steamcracker- oder FCC-Feed, aber auch zur Herstellung von halbsynthetischem Schmieröl)

## Varianten
Beim Mild Hydrocracken wird nur ca. 20–60 % (bei 50–100 bar) des Eduktes gecrackt. Das Verfahren dient vorwiegend zur Gasölproduktion sowie zur Herstellung von FCC-Feed.
Das GtL-Verfahren erfordert einen speziellen Hydrocracker-Prozess zum isomerisierenden Cracken des hochparaffinösen Feedstocks.